# 博克夫利斯
博克夫利斯是奥地利下奥地利州米斯特尔巴赫县的一个市镇。总面积22.83平方公里，总人口1358人，人口密度59.5人/平方公里（2005年）。